# جانتل لاوندر
جانتل لاوندر (انگلیسی: Jantel Lavender؛ زادهٔ ۱۲ نوامبر ۱۹۸۸) بازیکن بسکتبال اهل ایالات متحده آمریکا است.
وی در مسابقات کشوری و بین‌المللی در مجموع برندهٔ ۳ مدال طلا شده است.